# Album-equivalent unit

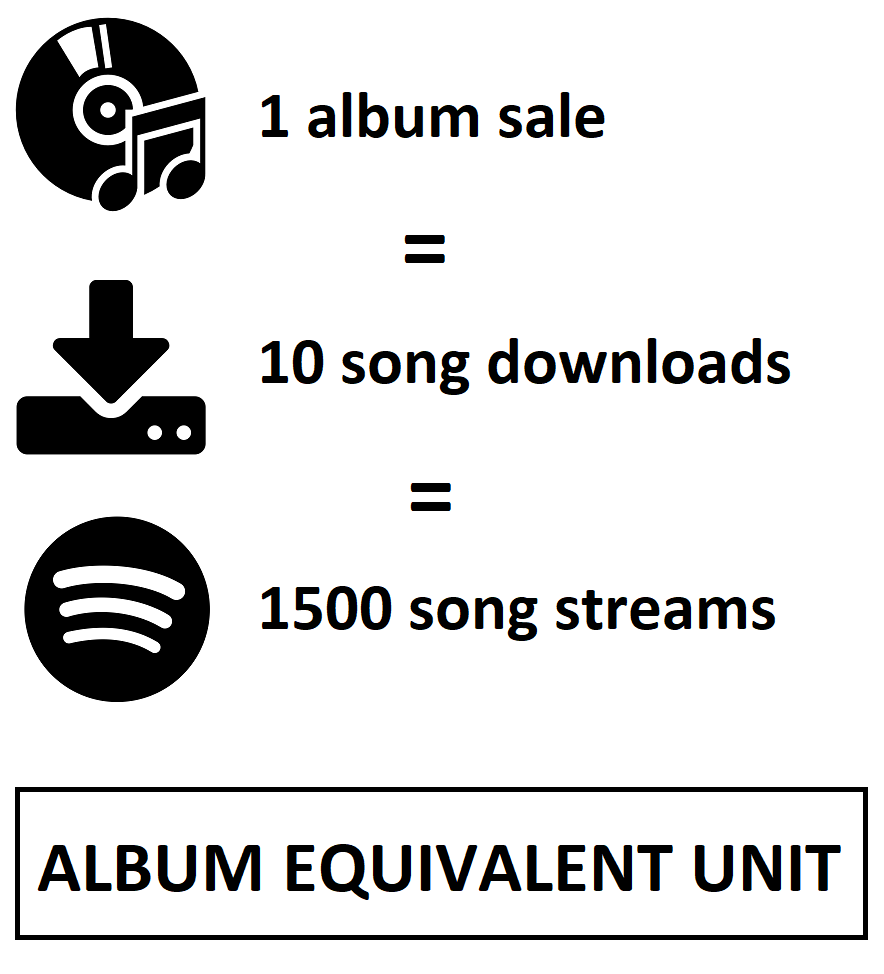
Standardwerte der Album-equivalent unit in den Vereinigten Staaten laut RIAA (bis 2018)

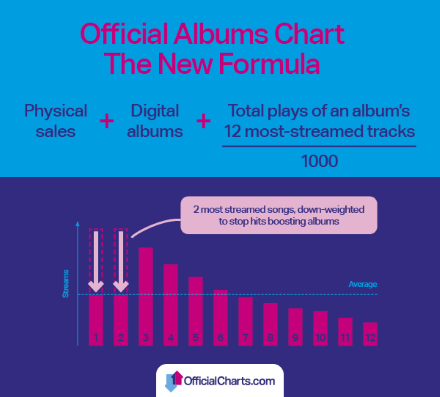
Berechnungsmethode der AEU im Vereinigten Königreich

Die Album-equivalent unit ist eine Kennzahl in der Musikindustrie, die seit Mitte der 2010er-Jahre für die Berechnung der meistverkauften Alben angewendet wird. Diese berücksichtigt neben den traditionellen CD-Verkäufen auch Downloads und Streamings. Die Album-equivalent unit wurde als Antwort auf die stetig sinkenden traditionellen CD-Verkäufe eingeführt. Zwischen 1999 und 2009 haben sich diese mehr als halbiert und sanken von 14,6 Milliarden USD auf 6,3 Milliarden Dollar.
Die International Federation of the Phonographic Industry, kurz IFPI, wendet diese Kennzahl seit 2013 an, um die Global Recording Artists of the Year zu ermitteln.

## Anwendung

### Vereinigte Staaten
Am 19. November 2014 verkündete das US-amerikanische Musikmagazin Billboard, dass bei der Zusammenstellung der Single- und Albumcharts zukünftig neben den traditionellen CD-Verkäufen auch die Downloads und Streamings berücksichtigt werden, um dem Rückgang der CD-Verkäufe entgegenzuwirken. Anfangs entsprachen zehn Musikdownloads bzw. 1500 Streams einem verkauften Album im traditionellen Format. Alle großen Streaminganbieter wie Spotify, Xbox Music, Beats Music und Google Play wurden zu Beginn in die Berechnung einbezogen, wohingegen Anbieter wie Pandora oder iHeart Radio keine Berücksichtigung fanden. Seit 2016 werden Musikstreamings bei der Ermittlung der Verkaufsauszeichnungen wie Gold oder Platin mit eingerechnet. Das Billboard Magazin veröffentlicht weiterhin eine Album-Rangliste unter dem Titel Top Album Sales, die nach dem alten Berechnungssystem arbeitet und lediglich die traditionellen CD-Verkäufe wertet.
Das erste Album, das anhand der neuen Berechnungsmethode auf Platz eins in den US-amerikanischen Albumcharts landete, war 1989 der Singer-Songwriterin Taylor Swift. Das Album setzte 339.000 Album-equivalent units ab, wovon 281.000 aus den traditionellen Albumverkäufen stammen. Die 53. Auflage der Musikkompilationsreihe Now That’s What I Call Music verpasste als erstes Album überhaupt eine Notierung auf Platz 1 der US-Albumcharts im Februar 2015, obwohl es bei den CD-Verkäufen weitaus mehr absetzen konnte als 1989 von Taylor Swift.
Im Juli 2018 passten Billboard und Nielsen SoundScan die Erhebungswerte an, um die Streamings über kostenpflichtige Anbieter mit den kostenfreien werbefinanzierten Angeboten in Relation zu bringen. Seitdem entsprechen 1.250 Streams bei kostenpflichtigen Anbietern und 3.750 Streams auf werbefinanzierten und kostenfreien Angeboten wie YouTube oder der freien Version von Spotify einer verkauften Einheit im traditionellen Sinne.

### Vereinigtes Königreich
Die Official Charts Company (OCC) berücksichtigt Musikstreaming seit März des Jahres 2015 bei der Erhebung der britischen Albumcharts. Begründet wurde dieser Schritt mit der massiven Zunahme des Musikstreamings im Vereinigten Königreich. So hat sich die Anzahl der Musikstreamings zwischen 2013 und 2014 nahezu verdoppelt; von 7,5 Milliarden Streams auf etwas unter 15 Milliarden.
In der neuen Berechnung werden die zwölf meistgestreamten Stücke eines Albums gewertet, wobei die zwei meistgestreamten Lieder weniger ins Gewicht fallen, sodass die Erhebung die Popularität des gesamten Albums besser widerspiegelt als lediglich vereinzelte Singles. Die daraus resultierende Summe wird durch 1000 dividiert und zu der Anzahl der verkauften Tonträger hinzuaddiert. In the Lonely Hour des britischen Musikers Sam Smith war das erste Album, das im Vereinigten Königreich auf Platz eins nach der neuen Regelung einstieg. Das Album erreichte 41.000 Album-equal units, davon 2.900 durch Streaming und der Rest durch CD-Verkäufe. Anders als in den Vereinigten Staaten entsprechen im Vereinigten Königreich 1.500 Streams eines Liedes einem verkauften Album.
Ende des Jahres 2017 berichtete die BPI, dass das Musikstreaming mehr als die Hälfte des britischen Musikkonsums ausmache.

### Deutschland
In Deutschland werden Musikstreamings und Musikdownloads seit Februar 2016 bei der Bewertung der musikalischen Verkäufe berücksichtigt, obwohl die Ermittlung der deutschen Musikcharts anhand von wöchentlichen Erlösen der Künstler erfolgt. Aus diesem Grund fließen nur Streamings von kostenpflichtigen Anbietern in die Berechnung ein. Dabei muss ein Lied mindestens 30 Sekunden lang gespielt werden, um in die Wertung einzufließen. Mindestens sechs Lieder eines Albums müssen gestreamt werden, damit das Album in die Berechnung der Charts einbezogen wird, wobei maximal zwölf Titel gewertet werden. Wie im Vereinigten Königreich werden die zwei bekanntesten Lieder eines Werkes nicht gewertet. Stattdessen zählt der Durchschnitt aller gestreamten Lieder auf einem Album.

### In anderen Ländern
In Schweden und Norwegen können einzelne Lieder beim Streaming nicht mehr als 70 Prozent dessen einbringen, sodass diese nicht als Album gewertet werden. Dadurch ist es aber möglich, dass das Streaming zweier Lieder bereits ausreicht, um ein Werk in die Berechnungen der jeweiligen Albumcharts einzubeziehen.

## Kritik
Hugh McIntyre kritisierte in der Zeitschrift Forbes, dass die Einführung der Album-equivalent unit Künstler dazu veranlasst habe, Alben mit ausgearteten Titellisten zu veröffentlichen, wodurch eine Manipulation der Musikcharts möglich gemacht werde. Brian Josephs schrieb im Spin:

“If you’re a thirsty (eager for fame or notoriety) pop artist of note, you can theoretically game the system by packing as many as 20 tracks into an album, in the process rolling up more album-equivalent units—and thus album ‘sales’—as listeners check the album out.”

„Wenn du ein durstiger (begierig nach Ruhm oder Bekanntheit) Pop-Künstler bist, kannst du das System manipulieren, indem du mindestens 20 Titel auf ein Album packst und in dessen Prozess mehr Album-equivalent units und damit höhere Verkaufzahlen erreichst – während die Hörer das Album auschecken.“

In diesem Zusammenhang kritisierte Josephs den R&B-Musiker Chris Brown, der auf sein 2017 veröffentlichtes Album Heartbreak on a Full Moon vierzig Lieder gepackt hat.
Der Rapper A Boogie wit da Hoodie veröffentlichte Anfang 2019 sein Album Hoodie SZN, das sich lediglich 823 mal in der Downloadvariante verkaufte. Dem gegenüber standen 83 Millionen Streamingaufrufe, wodurch das Album Platz eins der Albumcharts erreichte. Dadurch betrug der reine Albumverkauf umgerechnet lediglich 1,7 Prozent, was ein neuer Tiefstwert für ein Nummer-eins-Album der Billboard 200 darstellte.